# Robert Catteau
Robert Henri Catteau (Brussel, 21 september 1880 - 26 juni 1956) was een Belgisch advocaat,journalist en senator.

## Biografie
Robert Catteau promoveerde tot doctor in de rechten en licentiaat in de economische wetenschappen. Beroepshalve werd hij advocaat. Hij leidde het weekblad L'Horizon.
Hij werd in 1921 verkozen tot gemeenteraadslid van Brussel en was er van 1937 tot 1953 schepen van Onderwijs.
Van 1932 tot 1954 was hij liberaal senator voor het arrondissement Brussel, secretaris van de Hoge Vergadering van 1947 tot 1949 en ondervoorzitter van 1949 tot 1954.
Hij was bestuurder van de Université libre de Bruxelles en van het Comité Vrij Onderzoek.
Er is in Brussel een atheneum Robert Catteau, een kleuterschool Catteau en een lagere school Robert Catteau.

## Publicatie
- Sénat 1953. Croquis de séance, Brussel, (1953)